# Aguilera (альбом)
Aguilera (стилизовано AGUILERA) — девятый студийный и второй испаноязычный альбом американской певицы Кристины Агилеры, выпущенный 31 мая 2022 года на лейбле Sony Music Latin. Это первый испаноязычный альбом певицы за 22 года, с момента выхода альбома Mi Reflejo в 2000-м году.
Альбом состоит из трёх частей, каждая из которых сосредоточена на отдельной тематике. Первая часть альбома, La Fuerza, была выпущена в качестве мини-альбома 21 января 2022 года и состояла из шести песен, включая синглы «Pa Mis Muchachas», «Somos Nada» и «Santo». Вторая часть — мини-альбом La Tormenta. Он был выпущен 30 мая 2022 года, одновременно с синглом «Suéltame». На следующий день оба мини-альбома были объединены и Aguilera был выпущен на цифровых площадках. 30 сентября 2022 года был выпущен сингл La Luz, который дополнил альбом, став его финальной частью.
Альбом получил в целом положительные отзывы от музыкальных критиков. Альбом и песни с него получили семь номинаций на «Латинскую Грэмми» в 2022 году, включая номинации «Альбом года», «Запись года» и «Песня года». Aguilera одержал победу в категории «Лучший традиционный вокальный поп-альбом». Альбом также получил две номинации на 65-я церемонию «Грэмми» — «Лучшие латиноамериканский поп-альбом» и «Лучший иммерсивный аудиоальбом».

## Предпосылки
«Дома я обычно слушала музыку на испанском языке. Теперь, будучи мамой, со своей карьерой, с более чем двадцатилетним опытом работы в индустрии, я счастлива, что не записала это раньше, потому что теперь у меня есть лучшая перспектива [как артиста]».
В 2000 году Агилера выпустила свой первый испаноязычный альбом Mi Reflejo. Альбом занял десятое место в списке «Топ 20 Латино-Альбомов всех времён» журнала Billboard, а также стал самым продаваемым латино-поп-альбомом 2000-х.
Работая над своим восьмым альбомом, Агилера отправилась в Эквадор в сентябре 2015 года, в качестве амбассадора World Food Programme. Имея эквадорские корни, Агилера призналась, что поездка вдохновила её на запись испаноязычного альбома. На шоу Watch What Happens Live! with Andy Cohen в январе 2019, Агилеру спросили о её испаноязычном альбоме, на что она ответила: «Это определённо возвращение к моим истокам [..] следующий испаноязычный альбом всегда будет в моём списке дел».
Агилера начала намекать на релиз своего второго испаноязычного альбома 20 лет спустя, в 2020 году. В интервью журналу Health в апреле 2021 года она отметила: «Через несколько месяцев я кое-что анонсирую […] Я вновь вдохновлена и восстановила связь с самой собой. Я снова влюблена в музыку, и это действительно важно, учитывая, что всю свою карьеру я посвятила музыке».
Агилера воспользовалась локдауном в связи с пандемией COVID-19 и переехала в Майами, в писательском лагере, защищённом от COVID, с намерением записать испаноязычную музыка и отдать дань уважения её эквадорскому наследию. Сессии проводились в студиях звукозаписи Criteria и Art House, начиная с февраля 2021 года, и продолжались до апреля 2021. Агилера привлекла продюсеров Федерико Виндвера, Рафу Аркаута и DallasK для работы над альбомом. Первой записанной песней для альбома является «Pa' Mis Muchachas». Агилера задумала идею многосерийного альбома после того, как первая часть альбома, La Fuerza, была завершена через четыре недели после начала записи.
Певица намекнула на релиз альбома в интервью Insider, в сентябре 2021 года. Агилера рассказала, что планирует выпускать альбом «в течение следующего года, по шесть песен каждые несколько месяцев». В интервью Los Angeles Times, Агилера сообщила, что альбом будет выпущен в трёх частях, анонсировав название первого мини-альбома.

## Музыка и лирика
Тематика первой главы альбома, La Fuerza, включает в себя силу, феминизм и независимость. Альбом открывается треком «Ya Llegué», который был охарактеризован как «знойный футуристичный трек», который «постепенно переходит в жёсткий реггетон». В песне Агилера делает отсылку к своему дебютному синглу «Genie In a Bottle». Дальше идёт композиция «Pa Mis Muchachas», записанная при участии Бекки Джи и аргентинских певиц Нати Пелусо и Ники Николь. Агилера заявила, что песня «является данью уважения женщинам», добавив, что певицы «хотели убедиться, что эа песня характеризует латиноамериканских женщин, которые являются силой семьи […] Нати, Бекки и Ники [были выбраны] из-за силы, которую они излучают». Песню сравнивала с хитом Агилеры «Lady Marmalade» 2001 года.
«Somos Nada» — «минималистическая фортепианная балада, выдвигающая на первый план сильный голос певицы». Песня была названа «знаковой» для Агилеры, поскольку в ней представлено «жёсткое эмоциональное исполнение». «Santo» повествует о «двух людях, запавших друг на друга». Песня записана при участии пуэрто-риканского певца Осуны, чей «чёткий, приторный вокал и вокальный диапазон [Агилеры] создают идеальное перрео, перерастающее в танцевальную кумбию». «Como Yo» демонстрирует экспериментальное латино-звучание. Это «клубный данс-поп-трек с громкими басами, показывающими иную музыкальную сторону X-тины». Следующий трек, «La Reina», был прозван «гимном альбома». Песня воспринимается ответом на песню Висенте Фернандеса «El Rey» и Агилера демонстрирует «мощный, особенный вокал, создавая мощную ранчеру, которая идеально играет с фразой „Что такое король, без своей королевы?“».
Вторая глава, La Tormenta, повествует о теме слабости, и начинается с песни «Suéltame», записанной совместно с аргентинской певицей Тини. Песня была описана как «знойная коллаборация, в которой переплелись танго и урбан, где женщины взяли ситуацию в свои руки» журналом Billboard, и была отмечена за использование элементов босса новы. Дальше идут треки «Brujería» «Traguito», последняя из которых охарактеризована как ортодоксальный поп-трек. «Cuando Me De la Gana» — ранчера. Дуэтная версия с Кристианом Нодалем включена в альбом в качестве последней песни. Глава заканчивается треком «Te Deseo Lo Mejor», описанным как тропический трек.
Главными темами последней главы альбома, La Luz, является излечение и завершение. Она начинается с разговорного вступления, которое, по словам певицы в интервью Billboard, повествует «о том, как найти завершение и понять, что у каждого своя история, из-за которой всё происходит и нам не суждено это понять». Далее следует песня «No Es Que Te Extrañe», в которой певица поёт о нахождении спокойствия, завершении и прощении своего отчуждённого отца.

## Выпуск и продвижение
Альбом был впервые анонсирован на веб сайте Агилеры 4 октября 2021 года, на котором была надпись «Redescubriendo raices. Nos vemos pronto!» (с исп. — «Возвращаюсь к корням. До скорой встречи!») и тизер к клипу на лид-сингл «Pa Mis Muchachas». После выпуска первых двух синглов, певица посетила 22-ю церемонию вручения «Латинской Грэмми» в Лас-Вегасе, 18 ноября 2021 года, где она исполнила оба сингла с пианистом Хулио Рейес Копелло и певицами Бекки Джи, Нати Пелусо и Ники Николь. «Somos Nada» также была исполнена на 47-й церемонии вручения премии People’s Choice Awards в том же году, где она получила специальную награду Music Icon.

Первая часть альбома, La Fuerza, была выпущена 21 января 2022 года в качестве мини-альбома. La Tormenta изначально должен был выйти 27 мая того же года, но релиз был отложен из-за массового убийства в начальной школе «Робб» в Техасе. В итоге проект был выпущен 30 мая, без предварительного анонса. Агилера написала в своём Инстаграме:
Я отложу выход своей музыки, из-за скорби по жертвам в Увальде. Моё сердце разбивается из-за семей, любимых детей и учителей, пострадавших от этой трагедии. Я призываю наших правителей немедленно внести изменения в законы о хранении оружия.
Aguilera изначально был выпущен в формате двойного альбома 31 мая, во вторник. Альбом включал в себя La Fuerza и La Tormenta на двух отдельных дисках. На следующий день Агилера анонсировала, что последняя часть трилогии будет называться La Luz. В рамках продвижения пластинки Агилера организовала EU/UK Summer Series — концертный тур, состоящий из пяти выступлений на фестивалях и трёх самостоятельных шоу в Великобритании.
Агилера организовала «Премьерную вечеринку с Кристиной Агилерой» в рамках недели латиноамериканской музыки от Billboard, 27 сентября 2022 года, где она исполнила новую песню «No Es Que Te Extrañe». 29 сентября, «La Reina» была впервые исполнена на премии Billboard Latin Music Awards. На следующий день, La Luz был выпущен в формате сингла, состоящего из «No Es Que Te Extrañe» и разговорного вступления, который был включён в стандартное издание Aguilera на третьем диске.

## Синглы
19 октября 2021 года, Агилера начала выкладывать отрывки лид-сингла и видеоклипа на него. «Pa Mis Muchachas» был выпущен 22 октября 2021 года вместе с видеоклипом. В записи песни приняли участие Бекки Джи, Никки Николь и Нати Пелусо. Агилера отметила, что видеоклип является «первым эпизодом долгой истории […] Это праздник индивидуальности. Это история о силе, о том, как распустить волосы. О том, чтобы заново открыть себя на этом пути».
Второй сингл, фортепианная баллада «Somos Nada», была выпущена 18 ноября 2021 года вместе с видеоклипом. Песня была написана Агилерой, Марио Доммом, Шарлин Тауле и Федерико Виндвером. Агилера исполнила первые два сингла на 22-й Латинской премии Грэмми, вместе с Джи, Николь и Пелусо.
«Santo», записанный дуэтом с пуэрто-риканским музыкантом Осуной был выпущен третьим синглом 20 января 2022 года.
«Suéltame», записанный совместно с аргентинской певицей Тини, был выпущен четвёртым синглом 30 мая 2022 года.
30 сентября песня «No Es Que Te Extrañe» была выпущена в качестве пятого сингла из альбома.

## Критический приём
В своем обзоре для Latina Лукас Вилла похвалил альбом, заявив, что «Xtina действительно выкладывается полностью на этом альбоме, который отдаёт дань уважения её латиноамериканским корням». Он особенно похвалил песню «Cuando Me Dé la Guna», записанную с Кристианом Нодалом, отметив, что «Агилера снова звучит невероятно, обращаясь к жанру ранчера своим могучим голосом».

## Награды и номинации
| Год  | Премия             | Работа                 | Категория                                | Результат | Ист.   |
| ---- | ------------------ | ---------------------- | ---------------------------------------- | --------- | ------ |
| 2022 | «Латинская Грэмми» | «Pa Mis Muchachas»     | Запись года                              | Номинация | [ 68 ] |
| 2022 | «Латинская Грэмми» | «Pa Mis Muchachas»     | Песня года                               | Номинация | [ 68 ] |
| 2022 | «Латинская Грэмми» | «Pa Mis Muchachas»     | Лучшее исполнение в стиле урбан/фьюжн    | Номинация | [ 68 ] |
| 2022 | «Латинская Грэмми» | «Santo»                | Лучшее исполнение в стиле урбан/фьюжн    | Номинация | [ 68 ] |
| 2022 | «Латинская Грэмми» | «Cuando Me Dé la Gana» | Лучшая региональная песня                | Номинация | [ 68 ] |
| 2022 | «Латинская Грэмми» | Aguilera               | Альбом года                              | Номинация | [ 68 ] |
| 2022 | «Латинская Грэмми» | Aguilera               | Лучший традиционный вокальный поп-альбом | Победа    | [ 68 ] |
| 2023 | «Латинская Грэмми» | «No Es Que Te Extrañe» | Запись года                              | Ожидается | [ 69 ] |
| 2023 | «Грэмми»           | Aguilera               | Лучший латиноамериканский поп-альбом     | Номинация | [ 70 ] |
| 2023 | «Грэмми»           | Aguilera               | Лучший иммерсивный аудиоальбом           | Номинация | [ 70 ] |

## Список композиций
Продюсерами всех песен выступили Рафа Аркаут и Федерико Виндвер. В списке ниже представлены лишь дополнительные продюсеры.
| №                   | Название                                                                | Автор(ы) | Продюсер(ы)         | Длительность |
| ------------------- | ----------------------------------------------------------------------- | --- | ------------------- | ------------ |
| 1.                  | «Ya Llegué»                                                             | Кристина Агилера Джон Леоне Хуан Морелли Кэт Далия                                                          | JonTheProducer      | 3:03         |
| 2.                  | «Pa Mis Muchachas» (с Бекки Джи и Ники Николь, при участии Нати Пелусо) | Агилера Хорхе Луис Чакин Наталия Пелусо Далия Николь Дениз Кукко Ребекка Гомес Ясмиль Марруфо Йоэль Энрикес |                     | 3:36         |
| 3.                  | «Somos Nada»                                                            | Агилера Виндвер Марио Домм Шарлин Туале                                                                     |                     | 3:01         |
| 4.                  | «Santo» (с Осуной)                                                      | Агилера Даллас Джеймс Кельке Гейл Джош Барриос Осуна                                                        | DallasK             | 3:03         |
| 5.                  | «Como Yo»                                                               | Агилера Виндвер Gino the Ghost Хуан Морелли Далия Аркаут Тобиас Винкорн                                     |                     | 2:46         |
| 6.                  | «La Reina»                                                              | Агилера Луиджи Кастильо Сантьяго Кастильо Сервандо Премьер Марруфо                                          | Марруфо             | 3:48         |
| Общая длительность: | Общая длительность:                                                     | Общая длительность:                                                                                         | Общая длительность: | 19:17        |

| №                   | Название                                      | Автор(ы)                                                                                | Продюсер(ы)                                | Длительность |
| ------------------- | --------------------------------------------- | --------------------------------------------------------------------------------------- | ------------------------------------------ | ------------ |
| 1.                  | «Suéltame» (с Тини)                           | Агилера Мартина Штоссель Андрэ Торрес Виндвер Маурисио Ренгифо Аркаут Далия             | Торрес Ренгифо                             | 2:53         |
| 2.                  | «Brujería»                                    | Агилера Виндвер Гейл Мигель Андрес Мартинес Пабло Пресиадо Аркаут Саломон Вильяда Ойос  | Feid Slow                                  | 2:45         |
| 3.                  | «Traguito»                                    | Агилера Энди Клэй Даниэль Рондон Виндвер Далия Аркаут Рафаэль Родригес                  | Клэй HoneyBoos (Рондон и Рафаэль Родригес) | 3:11         |
| 4.                  | «Cuando Me Dé la Gana»                        | Агилера Виндвер Хорхе Луис Чакин Далия Аркаут Ясмиль Марруфо Йоэль Энрикес              | Марруфо                                    | 3:26         |
| 5.                  | «Te Deseo lo Mejor»                           | Агилера Елена Роуз Виндвер Хуан Диего Линарес Луис Баррера младший Аркаут Эдгар Баррера | Линарес Луис Баррера младший Эдгар Баррера | 2:36         |
| 6.                  | «Cuando Me Dé la Gana» (с Кристианом Надалем) | Агилера Виндвер Хорхе Луис Чакин Далия Аркаут Ясмиль Марруфо Йоэль Энрикес              | Марруфо                                    | 3:26         |
| Общая длительность: | Общая длительность:                           | Общая длительность:                                                                     | Общая длительность:                        | 14:30        |

| №                   | Название               | Автор(ы)                                        | Длительность |
| ------------------- | ---------------------- | ----------------------------------------------- | ------------ |
| 1.                  | «Intro (La Luz)»       | Агилера                                         | 0:40         |
| 2.                  | «No Es Que Te Extrañe» | Агилера Баррера Виндвер Пресиадо Аркаут Марруфо | 4:43         |
| Общая длительность: | Общая длительность:    | Общая длительность:                             | 5:23         |

Примечания
- Все песни спродюсированы совместно с Афо Верде.
- Вокальным продюсером всех песен выступил Жан Родригес.

## Чарты
| Чарт (2022)                                    | Высшая позиция |
| ---------------------------------------------- | -------------- |
| German Digital Albums (Official German Charts) | 70             |
| US Latin Pop Albums (Billboard)                | 18             |

## История релиза
| Регион | Дата             | Версия         | Формат                         | Лейбл            | Ист.   |
| ------ | ---------------- | -------------- | ------------------------------ | ---------------- | ------ |
| Мир    | 31 мая 2022      | Двойной альбом | Цифровая дистрибуция Стримминг | Sony Music Latin | [ 73 ] |
| Мир    | 30 сентября 2022 | Тройной альбом | Цифровая дистрибуция Стримминг | Sony Music Latin | [ 74 ] |